# Justin Blanco White
(Margaret) Justin Blanco White OBE ARIBA (11 desembre de 1911 – 1 novembre 2001) va ser un arquitecta escocesa.

## Biografia
El seu pare era George Rivers Blanco White KC, i la seva mare l'escriptora Amber Reeves. El seu germà era Thomas Blanco White, un intel·lectual advocat de la propietat. Es va casar amb el biòleg Conrad Hal Waddington l'any 1936. Van tenir dues filles, Caroline (amb nom de casada Humphrey, 1943–), una antropòloga, i Dusa (amb nom de casada McDuff, 1945–), una matemàtica.
Blanco White es va formar a l'Architectural Association School of Architecture.
Va treballar dissenyant allotjaments de baix cost, residències per a ancians, i hospitals quan era Arquitecta Superintendent de l'Oficina Escocesa. Va ser nombrada OBE en el Birthday Honours de 1973 per la seva feina.

## Obra
Justin Blanco White va dissenyar Shawms, Conduit Head Road, a Cambridge l'any 1938. L'edifici va ser llistat de Grau II l'any 1996, i segueix l'estil modernista, tot i que utilitza la fusta com a material principal en la façana.
També s'atribueix a Blanco White l'edifici 12 Landsdowne, de Cambridge, construït entre els anys 1961 i 1968 en col·laboració amb David Croghan. Encarregat per Pat Merton al 1958, l'edifici va ser enderrocat al 2003 com a condició de venda dels seus nous propietaris.